# USS Independence (LCS-2)
USS Independence (LCS-2) é o principal navio da classe Independence de navios de combate litoral. Este é o sexto navio da Marinha dos Estados Unidos a ser nomeado com o conceito de independência. O projeto foi elaborado pelo consórcio General Dynamics para o programa LCS da Marinha, e concorre com a classe Freedom, concebida pela Lockheed Martin. A sua velocidade e autonomia são os grandes diferenciais para esse tipo de embarcação, que é capaz de manter uma velocidade constante de 70 km/h por quatro horas seguidas.